# Sokolica (Dolina Będkowska)
Sokolica – skała wapienna w Dolinie Będkowskiej, w obrębie wsi Będkowice w województwie małopolskim, w powiecie krakowskim, w gminie Wielka Wieś. Znajduje się w mikroregionie Wyżyna Ojcowska na Wyżynie Olkuskiej. Na Sokolicy uprawiana jest wspinaczka skalna i znajduje się na niej najwyższa ściana na Jurze. Skała leży w środkowej części Doliny Będkowskiej na wprost bocznego wąwozu Przecówki i Brandysowej, w miejscu w którym płynący dnem doliny potok Będkówka zakręca w lewo.
Na szczycie Sokolicy odkryto resztki dużego, grodziska z VIII – IX w. Z tego względu dawniej nazywana była Grodziskiem. Zachowały się resztki wałów. W czasie prac archeologicznych odkryto ślady osadnictwa z okresu neolitu i kultury łużyckiej.
Zamontowana w ramach projektu Małopolski Szlak Geoturystyczny tablica opracowana przez specjalistów z Akademii Górniczo-Hutniczej w Krakowie informuje o budowie i sposobie powstania tej skały. Według tego opracowania Sokolica jest budowlą mikrobialno-gąbkową powstałą z rafopodobnych struktur w płytkim morzu szelfowym, które w górnej jurze istniało na tym terenie. W jej powstaniu zasadniczą rolę odegrały cyjanobakterie oraz gąbki, których szkielety można znaleźć w strukturze skały.
U podnóża Sokolicy w Dolinie Będkowskiej znajduje się sezonowa restauracja, pole namiotowe i gospodarstwo agroturystyczne, tzw. Brandysówka, w którym mieści się baza polskich wspinaczy skałkowych.

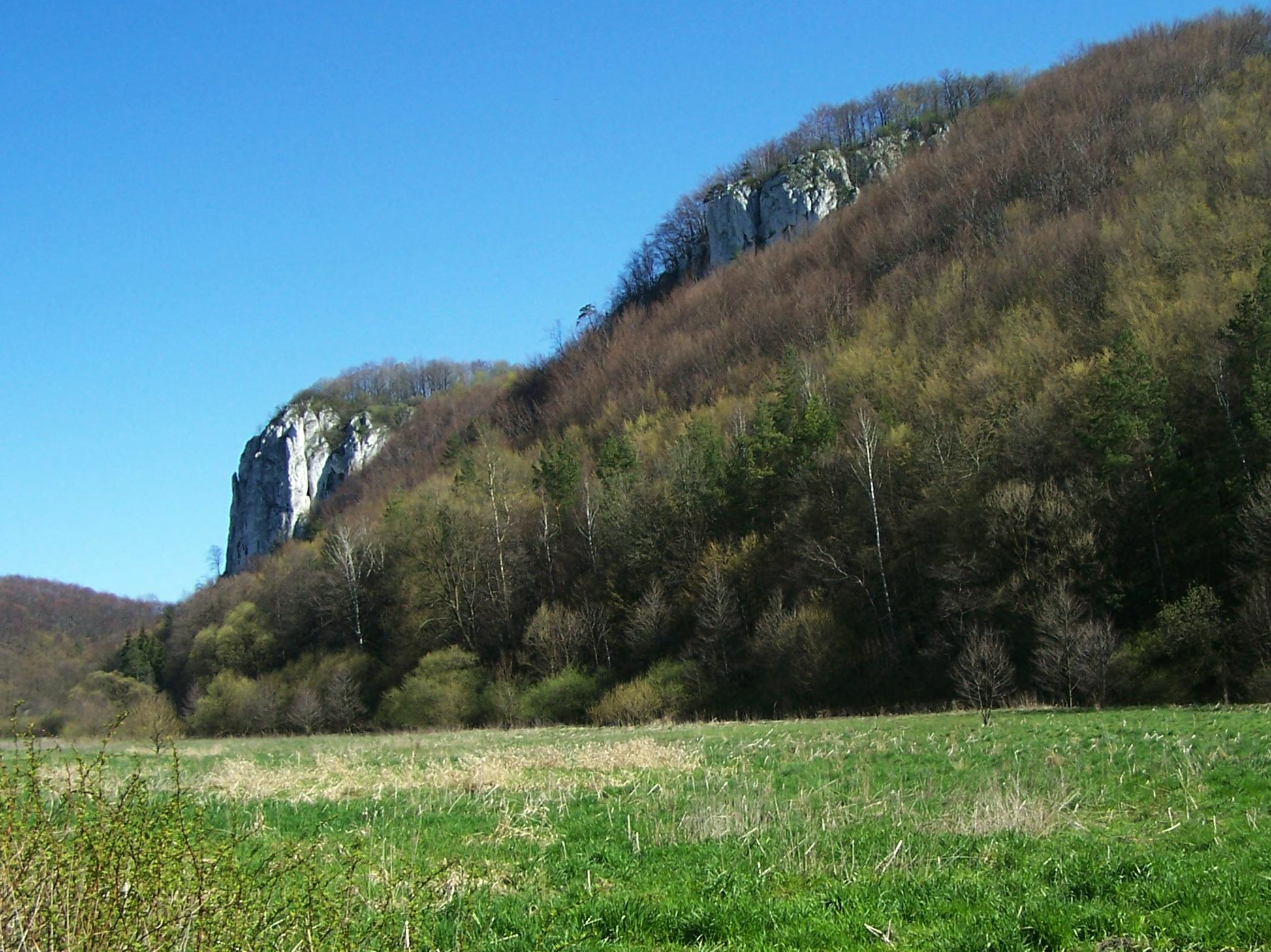
Sokolica (z lewej strony) i Wysoka
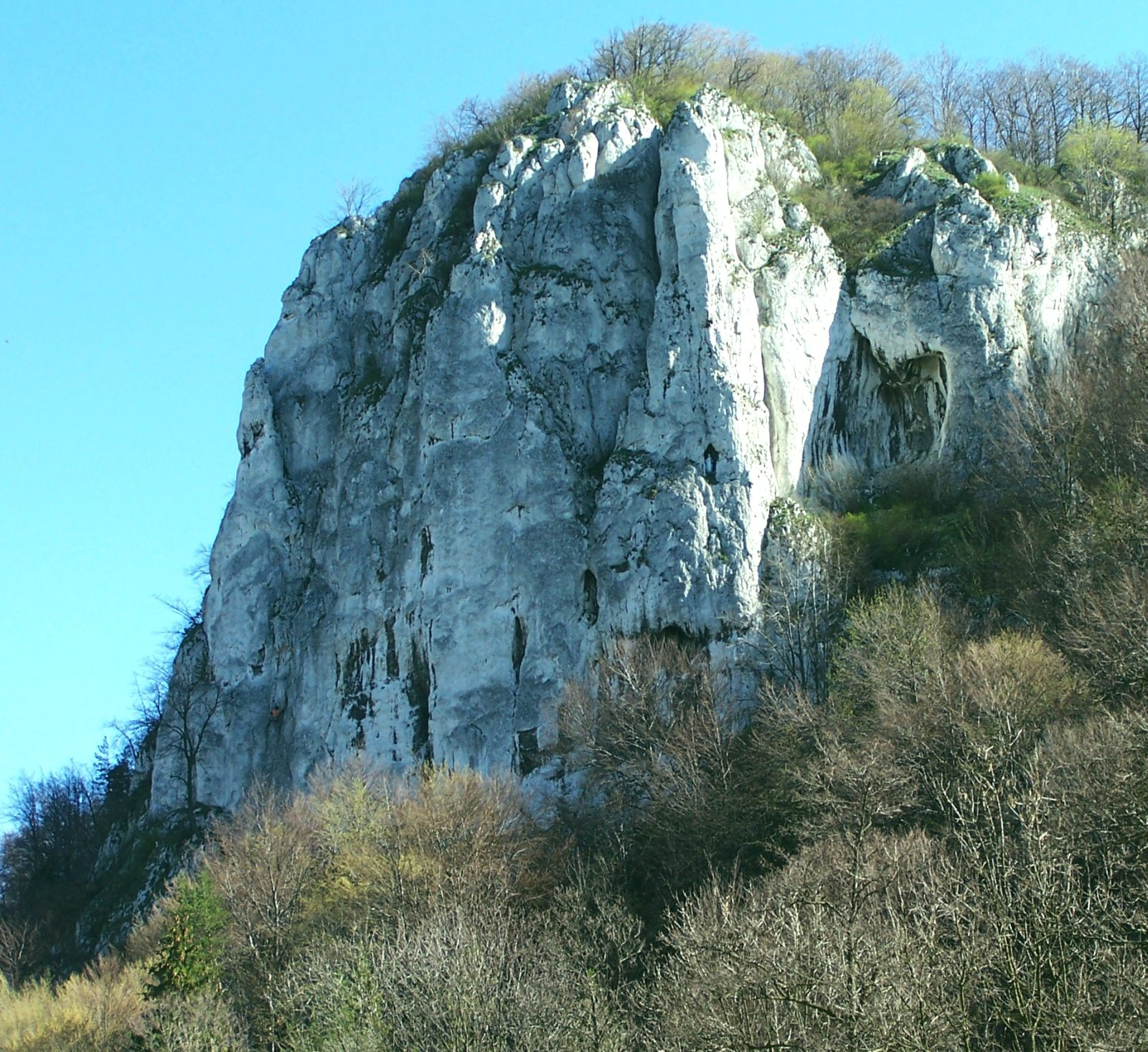
Sokolica od południa
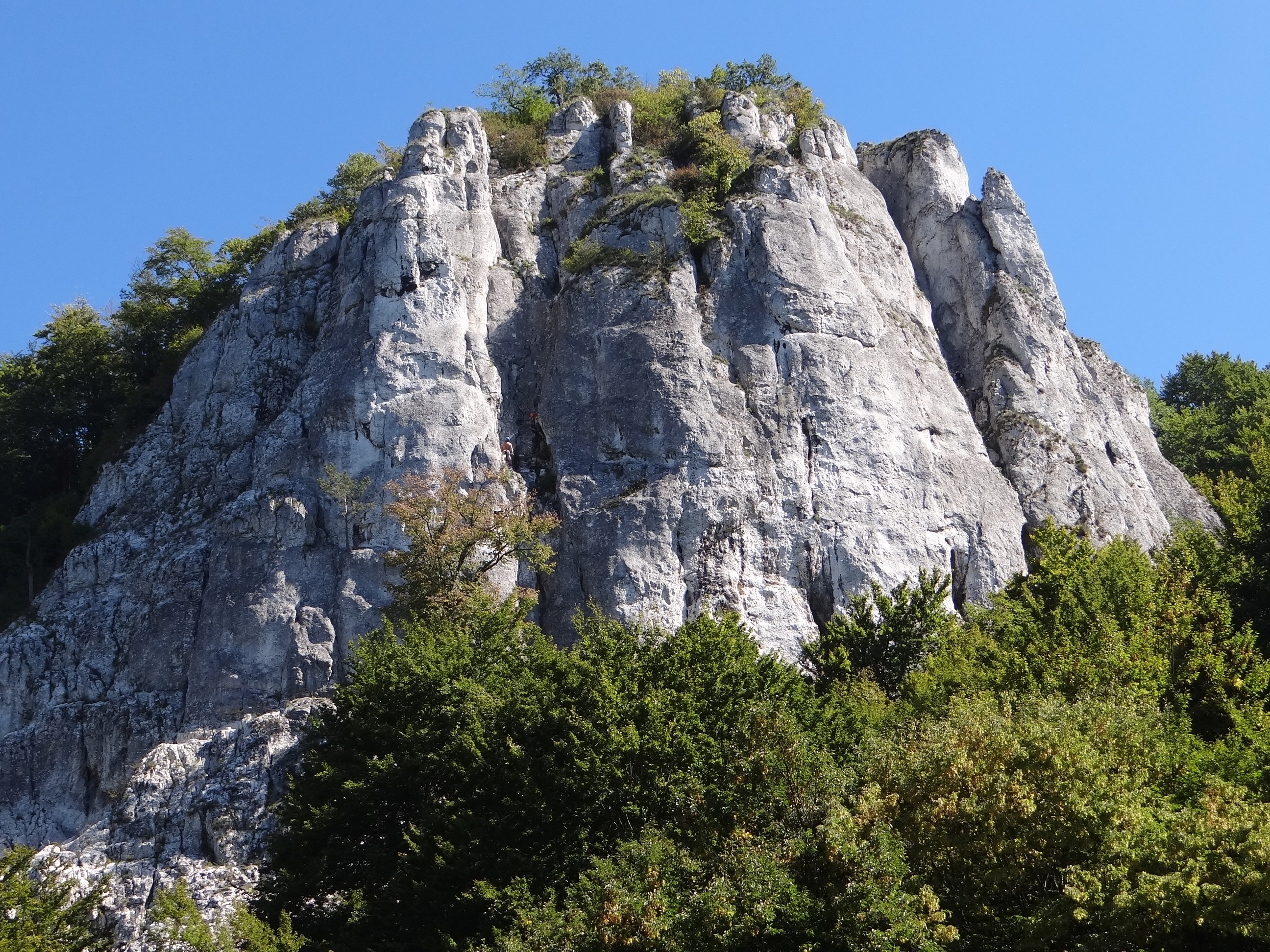
Widok na Sokolicę z pola namiotowego
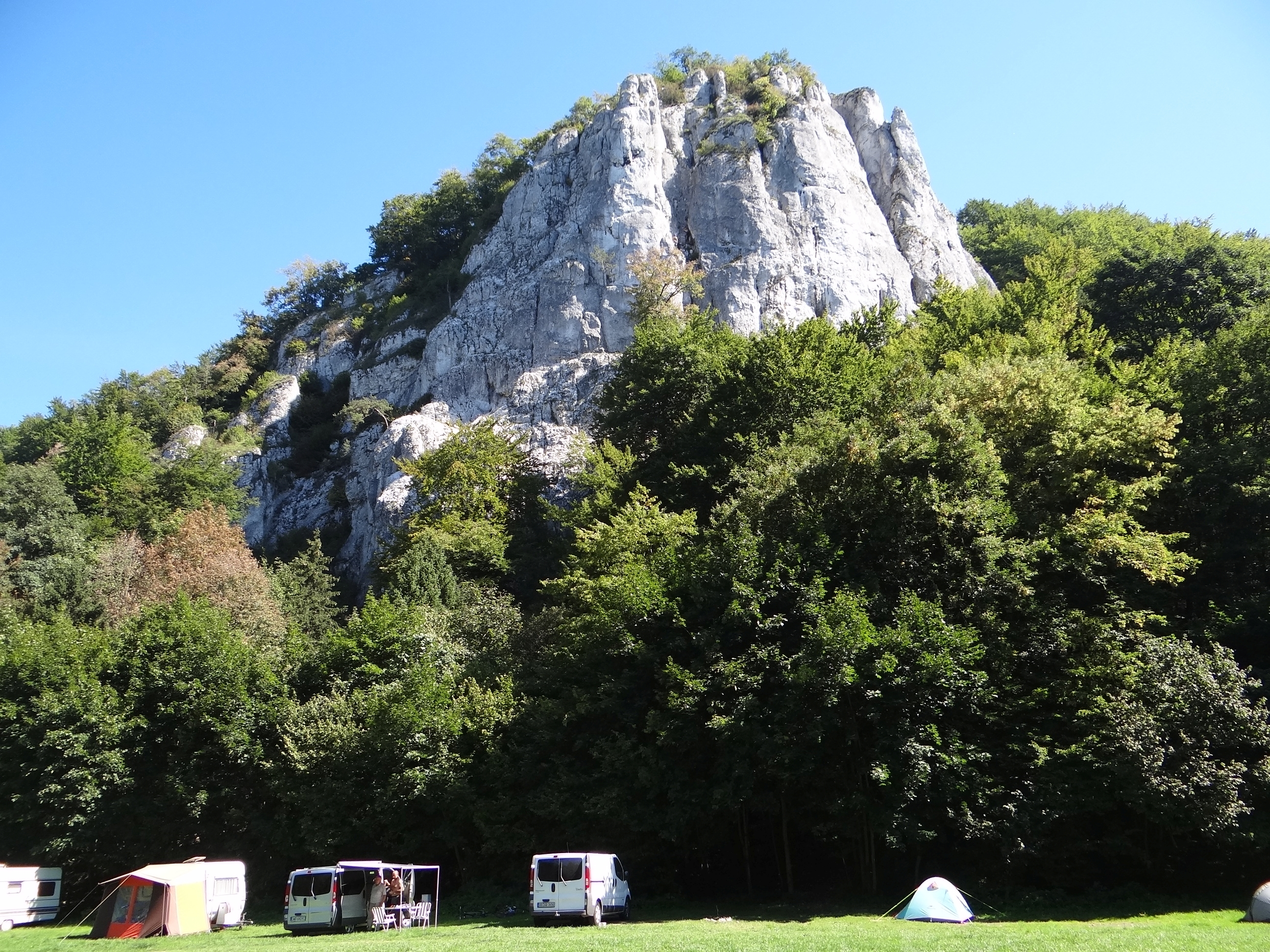
Sokolica od zachodu
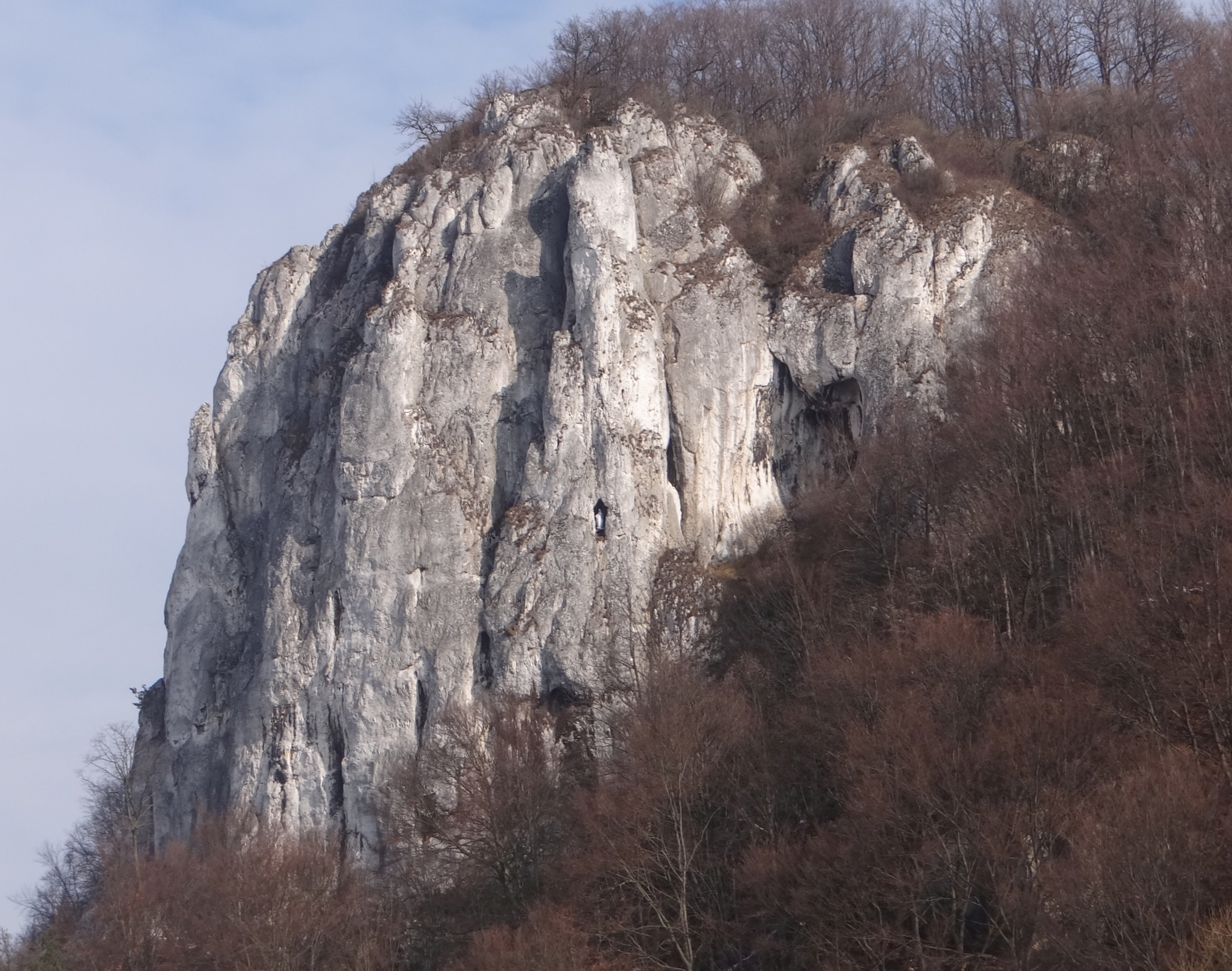
Widok od południa

## Wspinaczka
Sokolica wznosi się na wysokość ok. 100 m ponad dnem doliny i jest udostępniona do wspinaczki skalnej. Wspinaczka na niej należy do trudnych, nie tylko z powodu wysokości, ale głównie bardzo stromych i wymagających technicznie ścian. Jest jedną z nielicznych skał na Jurze o więcej niż jednowyciągowych drogach wspinaczkowych. Najwyższe ściany mają wysokość około 60 m. Staraniem Polskiego Związku Alpinizmu ubezpieczono je ringami. Sam szczyt Sokolicy jest łatwo dostępny od strony wschodniej z Będkowic ścieżką koło cmentarza na wzgórzu.
Sokolica ma ściany pionowe lub przewieszone. Są w niej takie formacje skalne, jak: filary, kominy, zacięcia. Jest 30 dróg wspinaczkowych o trudności od III do VI.6+ w skali polskiej, długości 15–60 m, wystawie zachodniej, południowej lub południowo-zachodniej. Wszystkie mają zamontowane stałe punkty asekuracyjne: ringi (r), stanowisko zjazdowe (st) lub ring zjazdowy (rz).

Sokolica I
1. Droga Bały; V, 45 m
2. Lot na Brandysa; 15r + 3st, VI, 40 m
3. Lewy świecznik; 13r + st, VI.3+, 30 m
4. Gwiezdne wrota; 11r + st, VI.3+, 25 m
5. Gruby Lolek; 10r + st, VI.4, 25 m
6. Wiosenne palenie trawy; 20r + 2st, VI.2, 45 m
7. Lewy komin; 21r + ST + 2drz, V+, 60 m
8. Warianty Miksera; 21r + 2ST + drz, VI+, 55 m
9. Zemsta Bonifratrów; 13r + st, VI.1+, 25 m
10. Lot Świstaka; 15r + st, VI.3+, 25 m
11. Droga Skwirczyńskiego; 14r + st, VI.2, 26 m
12. Droga Łapińskiego-Paszuchy; 14r + st, VI.1+, 28 m
13. Mikrokosmos; 18r + st, VI.4+, 40 m
14. Golumek Konfucjusz Kurt; 19r + 2st, VI.5, 40 m
15. Czerwone światła na Monte Cassino 19r + 2ST VI.5+, 40 m
16. Droga Ostapowskiego; 13r + 2h + 4st, VI.1+, 60 m
17. Superdirettissima; 19r + 2st, VI.4+, 50 m
18. Paryż-Dakar; 16r + st, VI.4+, 30 m
19. Prawy komin; 24r + 2st, VI+, 60 m
20. Wariant na prawy świecznik; 22r + 2st, VI+, 55 m

Sokolica II
1. Prawy świecznik; 2h + st + rz, VI.2, 60 m
2. Supermeni; 3h + st, V+, 10 m
3. Sztolnia Supermanów; 2st, III, 20 m
4. Droga Dobrowolskiego-Łapińskiego; st, V+, 25 m
5. Rysa Pokuników; 7r + 2st, VI+, 20 m
6. Imperium sokoła; 9r + st, VI.6/6+, 20 m
7. Z ręką na sercu; 7r + st, VI.3+/4, 20 m
8. Sztolnia Rika; 6r + st, VI.4+, 17 m
9. Migotanie zastawek; 7r + st, VI.3, 15 m
10. Fantasmagoria; 2r + 3s + rz, VI.2, 20 m[6].

Na szczycie Sokolicy istniało Grodzisko na Sokolicy w Będkowicach. Jego pozostałości (wały i fosa) widoczne są do dzisiaj. W Sokolicy są dwie jaskinie: Jaskinia w Sokolicy i Komin w Sokolicy.